# Edward Killingsworth
Edward Killingsworth FAIA (Taft, 4 de noviembre de 1917-6 de julio de 2004) fue un arquitecto estadounidense. Es más conocido como participante en el programa de Case Study Houses de Arts & Architecture a mediados de los años cincuenta. Diseñó y construyó la Case Study House Nº 25, "The Frank House", en Naples, California. También diseñó numerosos hoteles de lujo en todo el mundo y una gran parte del campus de Long Beach de la California State University. En el mundo de la arquitectura, su nombre está asociado con el estilo Modern Southern California, que se ha revalorizado en el siglo XXI.

## Trayectoria
Killingsworth nació en Taft el 4 de noviembre de 1917. Tras el descubrimiento de petróleo en Signal Hill en 1921, su padre petrolero trasladó a la familia al sur a Long Beach. Durante los años de Killingsworth en la Wilson High School, su ambición original era convertirse en pintor, pero decidió especializarse en algo un poco más práctico en la Universidad del Sur de California. En la USC, Killingsworth sobresalió con su licenciatura en arquitectura en 1940, recibiendo la Medalla del Instituto Americano de Arquitectos por tener el expediente académico más alto de su clase.
El inicio de la carrera profesional de Killingsworth se retrasó por su servicio en el Cuerpo de Ingenieros del Ejército de los Estados Unidos durante la Segunda Guerra Mundial. Como oficial de operaciones adjunto al 654º Batallón Topográfico de Ingenieros, Killingsworth obtuvo una Estrella de Bronce por supervisar la producción de más de 8 millones de mapas fotográficos en preparación para la invasión aliada de Europa.
Después de regresar de la guerra, Killingsworth comenzó a trabajar como asociado para el arquitecto Kenneth S. Wing de Long Beach desde 1946 a 1953. Killingsworth fue descubierto en 1950 por John Entenza, creador del Programa de Case Study Houses, por la casa recientemente construida de los suegros de Killingsworth en Los Alamitos, California. Cuando Entenza descubrió que Killingsworth era el arquitecto, lo invitó a participar en el programa. Esta casa fue el primer proyecto en solitario de Killingsworth y fue una de las primeras estructuras de vigas y postes del sur de California.
Edward Killingsworth se asocia con Jules Brady (nacido en 1908) y Waugh Smith (1917-2010) en 1953, y juntos diseñaron 4 Case Study Houses en 1960 (3 fueron construidas y todavía están de pie, a pesar de que una ha sido alterado drásticamente), junto con la Casa Opdahl y varios otros grandes proyectos. Waugh Smith dejó la asociación en 1963. 
Luego pasó a diseñar muchos proyectos altamente aclamados en Long Beach. Uno de ellos, la Casa Opdahl, también en Nápoles, a pocas cuadras de la Case Study House Nº 25, que se erige como un monumento a la arquitectura de mediados de siglo. A principios de la década de 1960, Killingsworth también diseñó edificios cívicos y comerciales en Long Beach. Durante más de 40 años a partir de 1962, estableció e implementó el plan urbanístico maestro para el campus de la CSULB. Killingsworth diseñó el edificio principal de arquitectura de su alma mater, el Watt Hall (1974) de la Escuela de Arquitectura de la USC, donde se desempeñó como profesor adjunto.
A medida que pasaron los años y los honores se acumularon, los proyectos arquitectónicos de Killingsworth crecieron en tamaño y escala, desde edificios residenciales en el sur de California hasta hoteles de lujo en lugares tan exóticos como Hawái, Guam, Japón, Corea del Sur, Malasia e Indonesia.
Filosóficamente, como muchos de sus contemporáneos, Killingsworth creía en los espacios abiertos y planos de una planta. Prefirió los techos altos y las paredes de cristal que invitaban a estar en la naturaleza.
A partir de 1984 hasta su jubilación en la década de los 2000, Killingsworth se convirtió en uno de los socios de Killingsworth, Stricker, Lindgren, Wilson y asociados.
Edward A. Killingsworth murió el 6 de julio de 2004, a la edad de 86 años. Está enterrado en el Cementerio de Forest Lawn en Long Beach, CA, en la sala del péndulo del mausoleo.